# Javad Nurbakhsh
Javad Nurbakhsh (10 tháng 12 năm 1926 – 10 tháng 10 năm 2008) – là nhà thơ của giáo phái Sufism, nhà tư tưởng người Iran, tác giả của hàng chục cuốn sách về Sufism. Ông cũng là một bác sĩ tâm thần và một nhà văn nổi tiếng thế giới trong các lĩnh vực tâm thần học và thần bí Sufi.

## Tiểu sử
Javad Nurbakhsh sinh ở thành phố Kerman, Iran. Học ngành y ở Đại học Tehran, nhận bằng bác sĩ năm 1952. Năm 1962 được mời làm nghiên cứu sinh ở Đại học Sorbonne, Paris, Pháp. Sau khi trở về Tehran, ông là giáo sư, trưởng khoa tâm thần của Đại học Tehran. Khi cuộc cách mạng Hồi giáo nổ ra ở Iran (1978 – 1979) ông sang Anh sống lưu vong cho đến hết đời.
Ngoài công việc chuyên môn, ông là một giáo chủ Sufi có uy tín. Trước khi ra sống ở nước ngoài ông đã thành lập 70 Trung tâm Sufi ở hầu hết các thành phố lớn của Iran. Trung tâm Sufi đầu tiên ở nước ngoài được thành lập tại San Francisco năm 1975. Kể từ đó rất nhiều Trung tâm khác được thành lập ở châu Mỹ, châu Âu, châu Úc, châu Phi và Nga nhằm tập hợp những tín đồ của Sufism khắp nơi trên thế giới.
Javad Nurbakhsh mất ngày 10 tháng 10 năm 2008 tại Oxford, Anh. Người thừa kế chức vụ giáo chủ Sufi là con trai ông.

## Thư mục chính

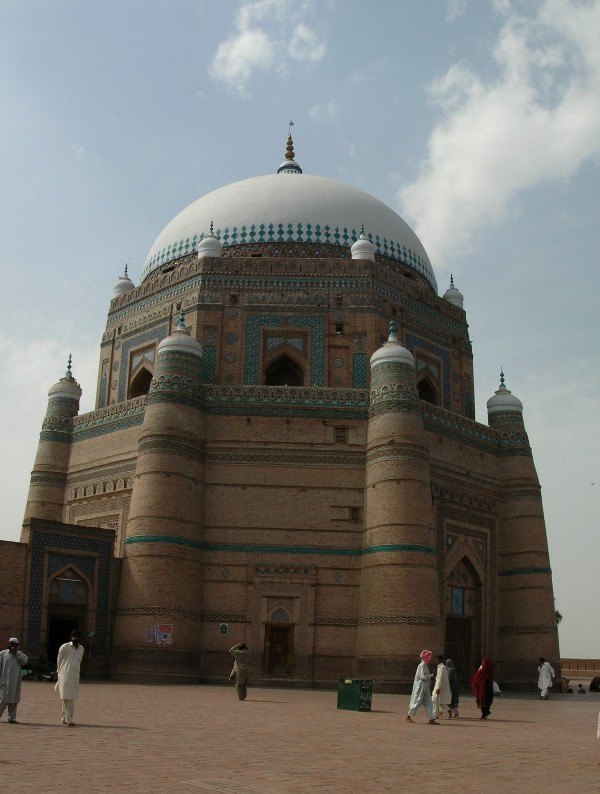
Mộ của Sheikh Rukn-ud-Din Abul Fath ở Multan, Pakistan

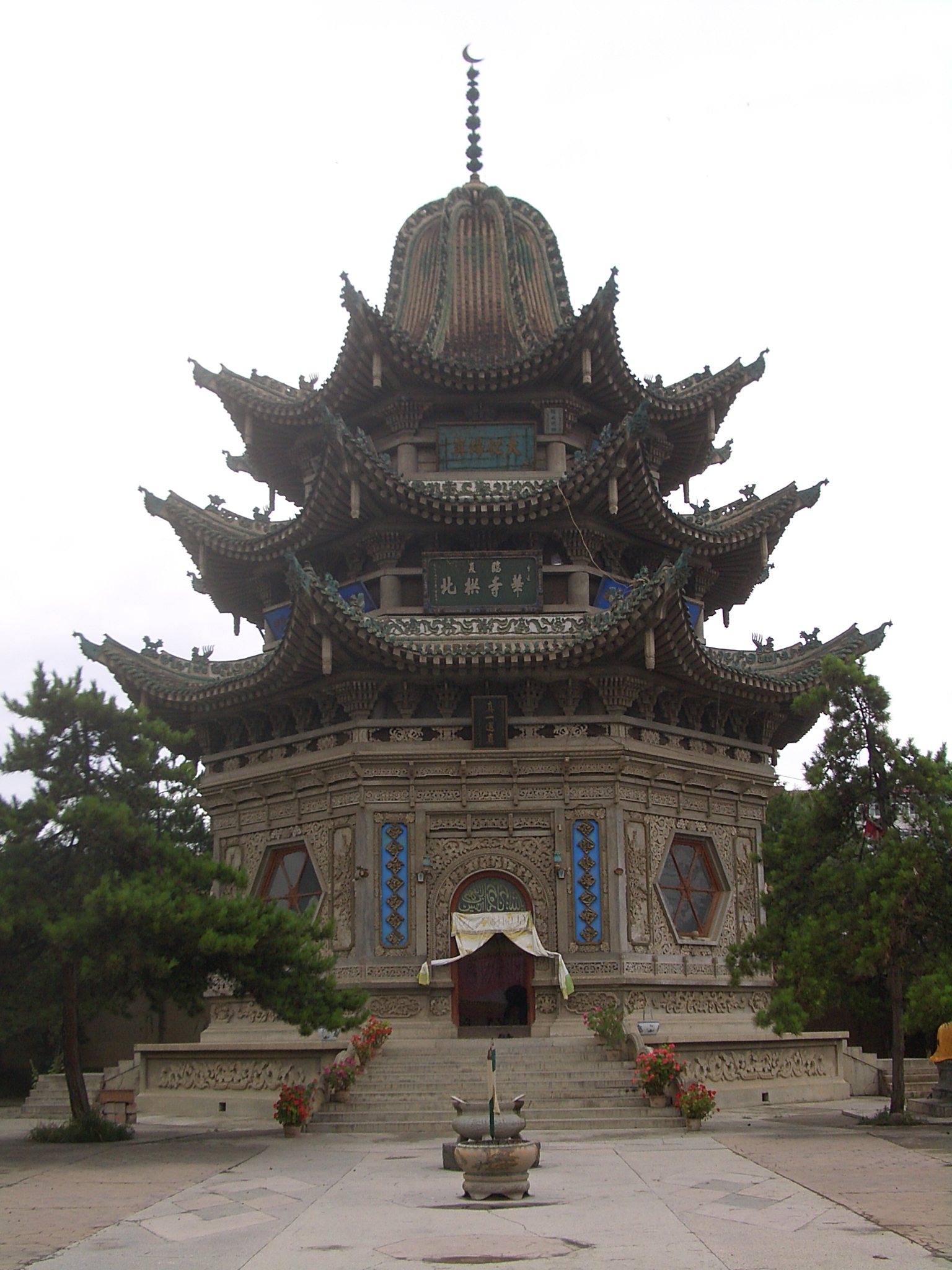
Đền Sufism kết hợp kiến trúc Hồi giáo và Lão giáo ở Trung Quốc